# Rodenkratern

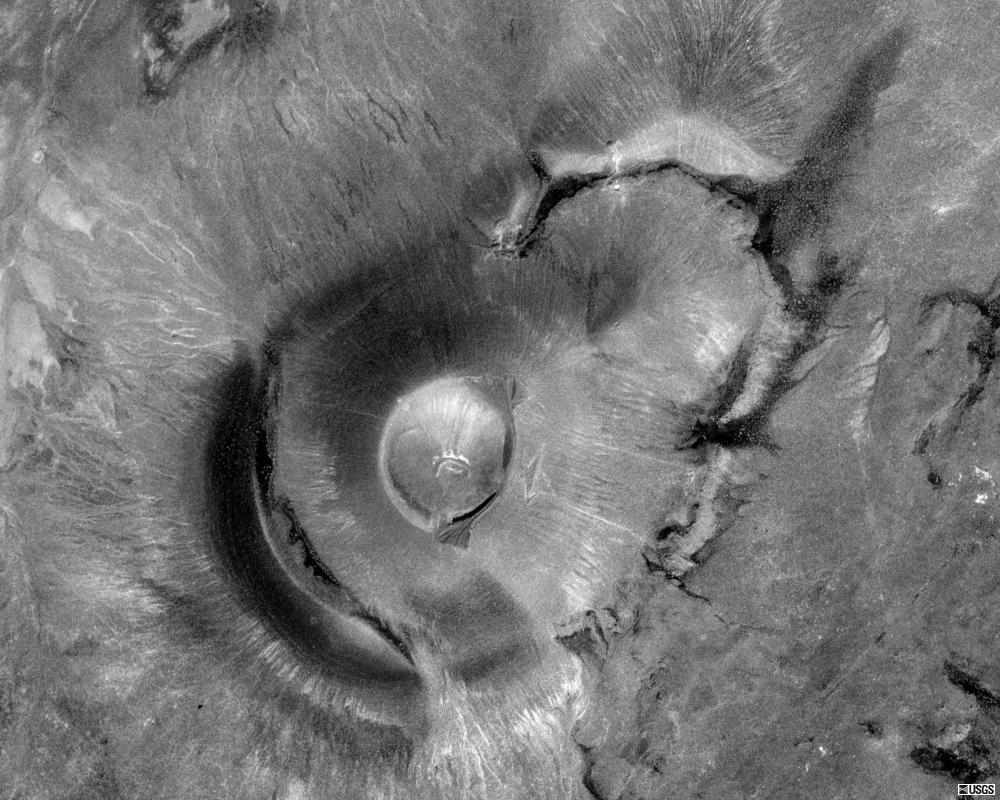
Rodenkratern

Rodenkratern, engelska: Roden Crater, är en slocknad vulkan nordost om Flagstaff i Arizona i USA. 

## Konstverk
Konstnären James Turrell köpte marken i den 400 000 år gamla och tre kilometer breda kratern 1979 för ett jordkonstverk. Han har sedan dess arbetat med att förvandla kraterns inre kon till ett stort observatorium för att bese och uppleva olika himmelsfenomen. och har sedan använt den för ett livslångt konstprojekt. James Turrell bygger där ett storskaligt observatorium för himmelsfenomen, speciellt vinter- och sommarsolstånd.